# Борошниста роса
Борошни́ста роса́ — хвороба рослин, спричинювана паразитними грибами родини борошнисторосяних (Erysiphaceae).
Характеризується утворенням на уражених частинах рослин (листках, стеблах, плодах) грибниці у вигляді білих або сіруватих борошнистих нальотів. Найбільш відомими є борошниста роса аґрусу, винограду, борошниста роса дуба, рослин родини гарбузових, злаків, груші та яблуні, конюшини, люцерни і віки, персика та ін.

## Прояви
Хвороба проявляється на молодих листках, ягодах і пагонах у вигляді білого, спочатку павутинистого, а пізніше — порошистого борошнистого нальоту. На смородині переважає листкова форма хвороби. Наліт спочатку утворюється на нижньому боці пластинки у вигляді окремих плям, і тільки при інтенсивному розвитку хвороби він охоплює повністю листок з обох боків. Листки стають гофрованими, крихкими, темніють і засихають. На ягодах борошниста роса частіше трапляється на порічках у вигляді окремих плям з білим нальотом. Уражені ягоди засихають і обпадають. На аґрусі білий наліт утворюється з обох боків листка. Пізніше він ущільнюється, стає темно-сірим, на ньому з'являється велика кількість дрібних чорних крапок — клейстотеціїв гриба.
Уражені листки деформуються, засихають і обпадають. На нестиглих ягодах наліт легко стирається, пізніше він стає темно-бурим, повстяним. Уражені ягоди перестають рости, засихають і обпадають. У пагоні уражуються верхівки приросту, ріст їх припиняється, верхівки скривлюються, засихають, стають коричневими, пізніше чорніють.

## Збудник
Збудником хвороби є гриби, який належить до класу Ascomycetes, порядку Erysiphales. Конідієносці прості, конідії еліпсоподібні, одноклітинні, безбарвні, розміром 24-26х12-18 мкм, зібрані в ланцюжки. Під час вегетації збудник поширюється конідіями. Клейстотеції коричневі, кулясті, діаметром 80-100 мкм, із світло-коричневими тоненькими нерозгалуженими придатками. У кожному клейстотеції утворюється по одній яйцеподібній сумці розміром 75-110х55-62 мкм. У сумці формується по 8 сумкоспор, еліпсоподібних за формою, розміром 20-25хх 12-15 мкм. Джерело інфекції — уражені рослини, обпалі уражені листки і ягоди, на яких зберігаються клейстотеції гриба. Первинне зараження рослин відбувається від сумкоспор, а вторинне — від конідій.
Заходи боротьби: знищення рослинних решток, обприскування і обпилювання рослин сірчаними препаратами, арсенатом кальцію та інші.